# Сибил Грей
Сибил Грей (англ. Sybil Grey; 3 января 1860 — 20 августа 1939), урождённая Эллен София Тейлор (англ.  Ellen Sophia Taylor) — британская певица и актриса викторианской эпохи, наиболее известная тем, что с 1880 по 1888 годы исполнила ряд второстепенных ролей в постановках D'Oyly Carte Opera Company, включая роли в нескольких известных операх Гилберта и Салливана. После этого она продолжила долгую театральную карьеру в вест-эндском театре, выступая как в музыкальном театре, так и в пьесах.

## Ранняя жизнь и карьера
Грей родилась в лондонском районе Кондуит-стрит Вест, вторая дочь Генри Тейлора, драпировщика льна, и его жены Сюзанны, уроженки Эксетера. Грей начала свою сценическую карьеру в 1880 году в оперной труппе D'Oyly Carte Opera Company в качестве участницы хора и дублёрши во время первой лондонской постановки Гилберта и Салливана «Пиратов Пензанса» в Опера-Комик, появившись в небольшой роли Кейт на короткий период в июле 1880 года. В следующей опере труппы, «Пейшенс», также поставленной в Опера-Комик, Грей была в хоре, но также могла быть дублёром в роли Леди Сапфир. После того, как в ноябре 1881 года опера переехала в новый театр «Савой», Грей также исполнила непевческую роль Джейн в комик-опере Фрэнка Депреза и Итона Фанинга «Насмешливые черепахи».

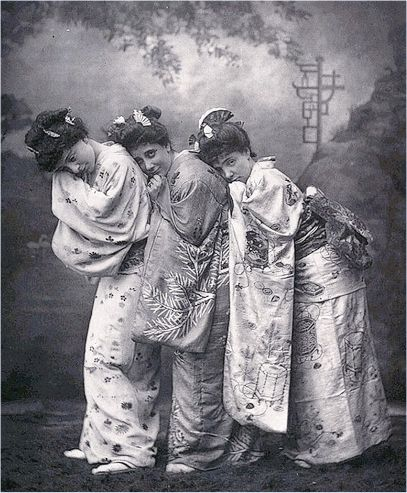
Грей, Брэхем и Бонд в «Микадо»

В ноябре 1882 года в театре «Савой» была поставлена комическая опера Гилберта и Салливана «Иоланта». Там Грей сыграла не поющую роль Флиты, продолжая при этом исполнять роль Джейн в «Насмешливых черепахах». Когда в марте 1883 года «Насмешливые черепахи» были заменены «Частным проводом», Грей сыграла служанку Мэри. Позже, в том же году, она получила роль Лейлы в «Иоланте». Грей продолжала исполнять роли Мэри и Лейлы до января 1884 года, когда обе оперы были прекращены. В следующей опере Гилберта и Салливана, «Принцесса Ида», она исполнила роль Сашариссы. Когда опера была прекращена, она участвовала в хоре возобновлённой оперы «Чародей» и играла второстепенную роль Первой невесты в кантате «Суд присяжных».
Сыграла роль Пип-Бо, одной из трёх Маленьких служанок, в оригинальной постановке оперы «Микадо» вместе с Джесси Бонд (Питти-Синг) и Леонорой Брэхем (Ям-Ям), шедшей с 1885 по 1887 год. В интервью газете New York Daily Tribune в 1885 году драматург У. Ш. Гилберт заявил, что невысокий рост Брэхем, Бонд и Грей «наводит на мысль о целесообразности объединить их в группу трёх японских школьниц», названных в опере «тремя маленькими служанками». В газете The Theatre за апрель 1885 года говорилось: «Мисс Сибил Грей — одна из тех ценных рекрутов, о которых говорилось выше. У неё красивый голос, правильные интонации и привлекательная внешность».
После этого длительного сотрудничества Грей вышла из состава оперной труппы D’Oyly Carte. После короткого турне с труппой Мэй Холт, начиная с декабря 1887 года, у Грей были роли в двух музыкальных бурлесках композитора Мейера Луца в лондонском театре Гайети, которым тогда управлял Джордж Эдвардес. Одна из них была Ванилла во «Франкенштейне, или Жертве вампира» по сценарию Ричарда Генри. Другая — Зила в «Мисс Эсмеральде, или Служанке и обезьяне». К апрелю 1888 года она также играла Полли в фарсовом спектакле «Лот 49», который она также сыграла на благотворительном вечере в поддержку Нелли Фаррен. В июне 1888 года она вернулась в театр «Савой» для первого возобновления «Микадо», играя свою старую роль Пип-Бо. Во время этого представления она сыграла роли в двух благотворительных спектаклях в формате белых стихов по «пьесам фей» Гилберта. Первая роль — Леди Амантис в «Разбитых сердцах» на благотворительном театральном представлении в «Савое», в котором также участвовали Джулия Нилсон, Ричард Темпл и Льюис Уоллер . Другая — в «Злом мире», вместе с Джорджем Александером и Лайонелом Бро. В сентябре того же года, после окончания возобновления «Микадо», она снова покинула труппу «D’Oyly Carte» и больше никогда не туда возвращалась.

## Поздние годы
После ухода из D’Oyly Carte Грей сделала долгую театральную карьеру в театре Вест-Энд. Она начинала с пантомим на Друри-Лейн, в том числе играла одну из весёлых человечков в «Дети в лесу» в 1888 году с Гарри Пейном, Даном Лено в роли Дамы и Гарриет Вернон в роли Робина Гуда. Вместе с Розиной Брандрам сыграла в музыкальной версии «Ньюпорта» («Песня зазеркалья») в тщеславной постановке в Девоншир Хаус. В 1889—1890 годах Грей продолжала выступать на Друри-Лейн в ролях Деборы Вуд в «Королевском дубе», Королевской горничной в «Джеке и бобовом стебле», а в «Красавице и чудовище» — в роли Бриллиантового короля. В 1891 году она сыграла Алису Ормерод в «Ланкаширском моряке» Брэндона Томаса и Лили Итон-Белгрейв в «Репетиции пантомимы», обе в театре Шафтсбери. Она также сыграла заглавную роль в «Непутёвой Нэн» и Люси Морли в неудачной постановке комедии «Наши врачи» в театре Терри. В следующем году она сыграла роль Салли в «Безумии» и появилась в «Верном Джеймсе» (автор Б. Ч. Стивенсон), с Эллалин Террисс и Брэндоном Томасом, обе в театре Ройал-Корт. Среди прочих ролей, она сыграла для Эдвардеса в его хитовой музыкальной комедии «Девушка из гайети» (1893) и исполнила роль Джейн в следующем мюзикле «Модель художника», где позже взяла на себя роль мадам Амели (1895). Затем она была занята в театре Водевиля в английской адаптации комедии L'Hôtel du libre échange под названием «Ночь на дворе». К августу 1896 года она получила главную роль мадам Пинглет. В 1898 году она появилась в роли интриганки-служанки Дурнфорд в спектакле «Голубка» (адаптация Jalouse) в театре герцога Йоркского, вместе с Леонорой Брэхем и Сеймуром Хиксом в главной роли. Впоследствии для Горация Лингарда она сыграла миссис Смит во французской комедии «Почему Смит ушёл из дома» и гастролировала с Эдвардесом в спектакле «Ночь на дворе».
В переписи 1901 года она значилась как «актриса и массовщица». В новом веке её актёрские выступления стали реже. В 1902 году она сыграла роль мисс Дир, почтмейстерши, в музыкальной комедии «Три маленькие служанки». В 1904 году она сыграла Денису в «Веронике» в театре «Аполло» вместе с некоторыми из своих старых коллег по «Савою». Её последней ролью, возможно, была роль Мяо-Яо и Пу-Си в «Си-Си» в 1906 году и в последующих гастролях этого мюзикла. В марте 1930 года Грей вместе с Бонд участвовала в возобновлении оригинальной постановки «Трёх маленьких горничных из школы» в Обществе Гилберта и Салливана (англ. Gilbert and Sullivan Society). В последние годы жизни проживала в Далвиче.
Скончалась в 1939 году в возрасте 79 лет в доме престарелых в Форест-Хилл. В фильме 1999 года «Кутерьма» Грей сыграла Кэти Сара
.